# ۹۴۶ (خورشیدی)
۹۴۶ نهصد و چهل و ششمین سال هجری خورشیدی است.